# Eobania
Eobania és un gènere de gastròpodes eupulmonats terrestes de la família Helicidae. Es distribueix per la regió mediterrània i ha estat introduït a Austràlia. Són comestibles i reben el nom comú de monges o cristians.

## Taxonomia
El gènere Eobania inclou dues espècies:
- Eobania vermiculata (O. F. Müller, 1774) - espècie tipus
- Eobania constantina (E. Forbes, 1838)